# Беат Брехбюл
Беат Брехбюл (на немски: Beat Brechbühl) е швейцарски поет, белетрист, драматург, художник, автор на радиопиеси и на книги за деца. Роден е в Оплиген край Берн.

## Житейски и творчески път
След като завършва гимназия, Брехбюл се обучава за словослагател. Работи като издателски редактор и словослагател в Берлин и Цюрих.
Като поет се откроява с голямата си словесна изобретателност. Изисканата игра между фантазия и действителност става съществен белег на неговата лирика. Първата си стихосбирка „Игри около Пан“ (1962) Брехбюл публикува на двадесет и три годишна възраст. Следват „Лаконични речи“ (1965), „Здравословна проповед на един селски жител“ (1966), „Картините и аз“ (1968), „Литания за спирачките“ (1969), „В търсене на краищата на небесната дъга“ (1970). Освен това поетът публикува сборници с избрани стихотворения: „Битото куче пикае по колоните на храма“ (1972) и „Чукове на мечтите“ (1977). В 1980 г. Брехбюл основава издателството „Им Валдгут“, където се изготвят книги по традиционни технологии, а от 1991 г. е съорганизатор на „Фрауенфелдските дни на поезията“. Следващите му стихосбирки са „Падане на температурата“ (1984), „Същността на лятото със сладка жена“  (1991) и „За отсичането на планините“ (2001). Поетът се установява да живее в Пфин, кантон Тургау, като писател на свободна практика.
От 1993 до 1999 г. Беат Брехбюл е президент на немско-швейцарския ПЕН клуб.

## Награди и отличия
- 1966: Literaturpreis des Kantons Bern
- 1968: Literaturpreis des Kantons Bern
- 1970: „Награда на Швейцарска Фондация „Шилер““
- 1973: Werkjahr des Kantons Zürich
- 1975: „Награда Конрад Фердинанд Майер“
- 1978: „Цюрихска награда за детска книга“
- 1985: Literaturpreis der Stadt Bern
- 1992: Buchpreis der Stadt Bern
- 1999: „Награда на Швейцарска Фондация „Шилер““
- 1999: „Награда Бодензее“
- 1999: Kulturpreis des Kantons Thurgau
- 2001: mit seinem Atelier Bodoni Victor Otto Stomps-Preis der Landeshauptstadt Mainz
- 2009: Anerkennungspreis der Stadt Frauenfeld